# Martin Regáli
Martin Regáli (sinh 12 tháng 10 năm 1993), là một cầu thủ bóng đá Slovakia thi đấu cho MFK Zemplín Michalovce ở vị trí tiền đạo.
Regáli giành chức vô địch DOXXbet liga 2014–15 cùng với MFK Zemplín Michalovce.

## Sự nghiệp câu lạc bộ
Regáli sinh ra ở Prešov ở Slovakia. Anh ra mắt tại Fortuna Liga cho MFK Zemplín Michalovce trước FK AS Trenčín ngày 18 tháng 7 năm 2015.